# Джейкобабад
Джейкобаба́д (урду جیکب آباد‎, англ. Jacobabad, синдхи جیکب آباد) — город на северо-западе провинции Синд, Пакистан.
Расположен в долине реки Инд. Административный центр одноимённого округа.
Население — 187 840 жителей (2008). Имеет ж.д. и автодорожное сообщение с городами Суккур и Кветта.
Вследствие резко засушливого климата и высоких температур известен как самое жаркое место в Пакистане.

## История

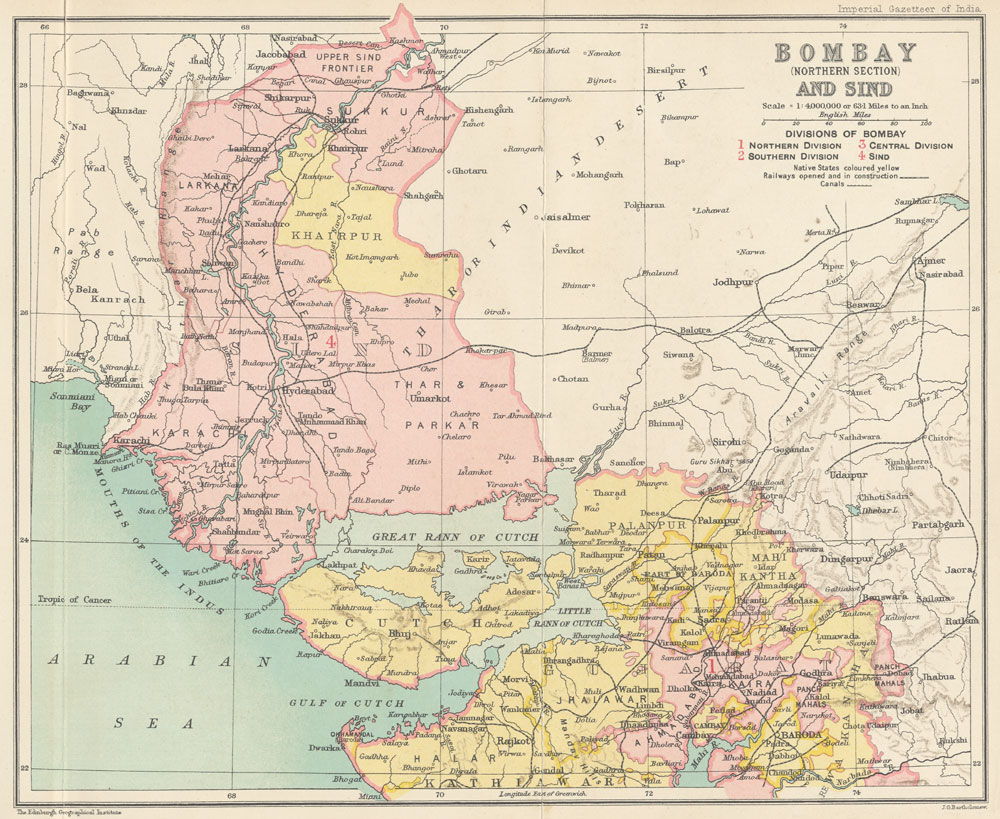
Северный регион Бомбейского президентства Британской империи (1909)

Во колониальный период Британской Индии город был административным центром Пограничной провинции Верхний Синд Бомбейского президентства.
Город был основан на месте деревни Хангарх в 1847 году Джоном Джейкобом, в честь которого город назван. Джон Джейкоб до 1858 года был губернатором провинции Синд. Об основателе города напоминает Виктория-тауэр в центре города.
В городе была открыта станция Кветтского отделения Северо-Западной ж.д.
Гражданский аэропорт в Джейкобабаде находится в 300 милях к сев. от Карачи, недалеко от границы провинций Синд и Белуджистан.

## Население
В городе проживают представители различных этнических групп и племён пакистанцев. Это регион с преобладанием мусульман с индуистским и христианским меньшинствами.

## Климат
Город известен устойчиво жаркой погодой с апреля по сентябрь, в июне максимальная температура достигает 49 — 53 °C. Здесь, в июне 1919 года, был зафиксирован абсолютный максимум температуры для Пакистана 52,8°C.
| Показатель                    | Янв. | Фев. | Март | Апр. | Май | Июнь | Июль | Авг. | Сен. | Окт. | Нояб. | Дек. | Год |
| ----------------------------- | ---- | ---- | ---- | ---- | --- | ---- | ---- | ---- | ---- | ---- | ----- | ---- | --- |
| Абсолютный максимум, °C       | 28   | 37   | 43   | 47   | 51  | 53   | 52   | 47   | 45   | 42   | 37    | 28   | 53  |
| Средний суточный максимум, °C | 23   | 25   | 33   | 39   | 44  | 46   | 43   | 40   | 39   | 37   | 31    | 24   |     |
| Средний суточный минимум, °C  | 7    | 9    | 16   | 22   | 26  | 29   | 30   | 28   | 24   | 19   | 12    | 7    |     |
| Абсолютный минимум, °C        | 0    | −1   | 7    | 11   | 17  | 22   | 24   | 20   | 16   | 11   | 4     | 1    | −1  |
| Норма осадков, мм             | 5    | 8    | 5    | 5    | 3   | 8    | 23   | 23   | 5    | 0    | 0     | 5    |     |
| Источник: Погода и климат     |      |      |      |      |     |      |      |      |      |      |       |      |     |